# 우파 국제공항

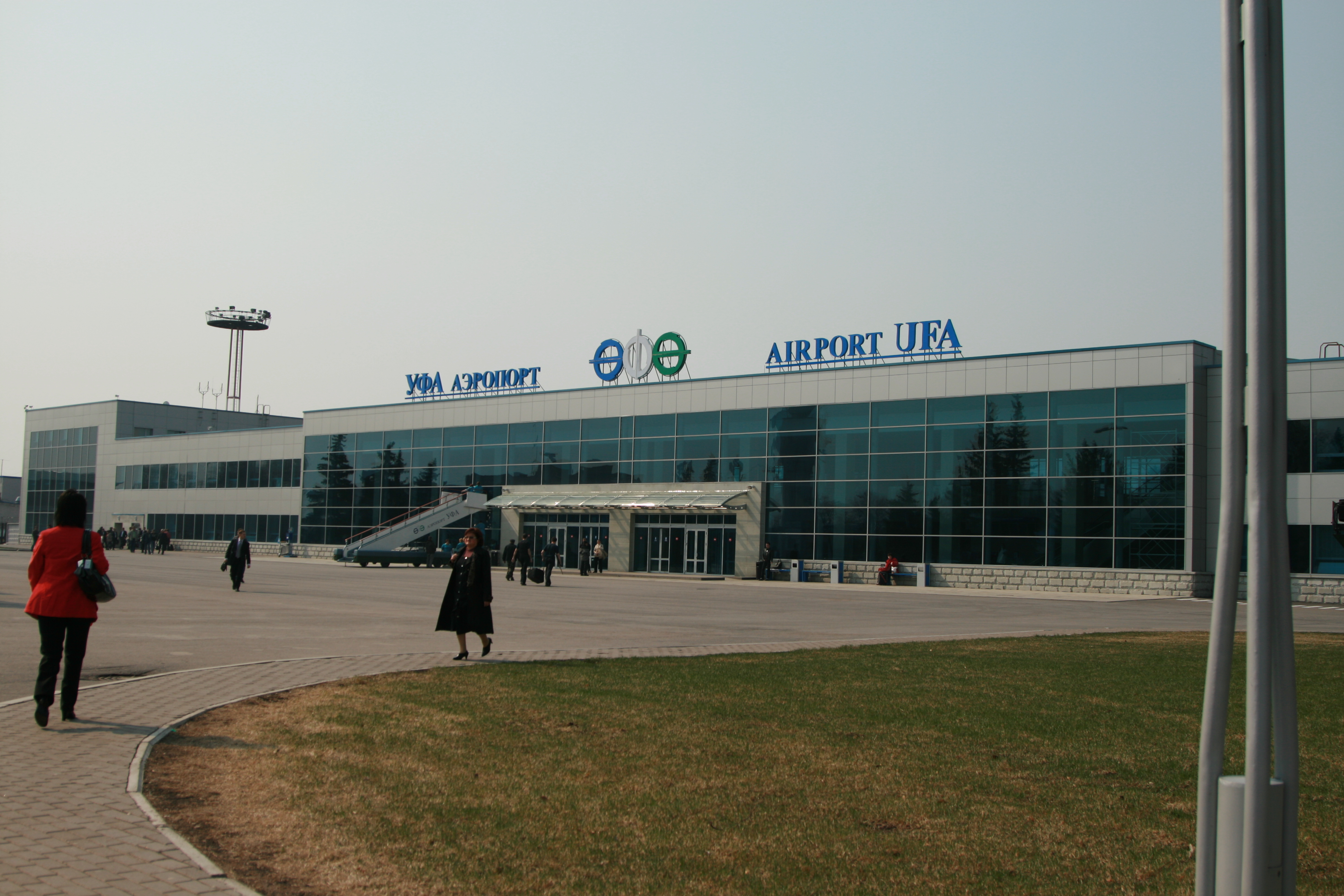

우파 국제공항(러시아어: Международный аэропорт Уфа, 영어: Ufa International Airport, IATA: UFA, ICAO: UWUU)은 러시아 바시키르 공화국의 우파시를 관할하는 주요 공항이다.
2017년 이 공항을 이용한 승객 수는 2,810,000명으로, 러시아에서 10번째로 큰 공항이자 러시아의 프리볼시스키 연방관구 최대의 공항이다. 또, 바시키르 공화국 러시아의 연방주체 최대의 공항이기도 하다.

## 승객 트래픽
| 연도 | 승객      | % 변화 |
| ---- | --------- | ------ |
| 2010 | 1,501,000 | 보합   |
| 2011 | 1,688,570 | 11.6%  |
| 2012 | 1,918,945 | 13.6%  |
| 2013 | 2,218,000 | 15.6%  |
| 2014 | 2,380,581 | 7.3%   |
| 2015 | 2,313,388 | 2.8%   |
| 2016 | 2,318,434 | 0.2%   |
| 2017 | 2,814,330 | 21.4%  |